# Agapetus rupestris
Agapetus rupestris är en nattsländeart som beskrevs av Wolfram Mey 1996. Agapetus rupestris ingår i släktet Agapetus och familjen stenhusnattsländor. Inga underarter finns listade i Catalogue of Life.